# اومبرتو دل کور
اومبرتو دل کور (انگلیسی: Umberto Del Core؛ زادهٔ ۲۰ نوامبر ۱۹۷۹) بازیکن فوتبال اهل ایتالیا است.
از باشگاه‌هایی که در آن بازی کرده‌است می‌توان به باشگاه فوتبال پروجا، باشگاه فوتبال فوجا، باشگاه فوتبال آنکونا، باشگاه فوتبال کاتانیا، باشگاه فوتبال چزنا، و باشگاه فوتبال اتلتیکو آرتزو اشاره کرد.